# Helmut Lipfert
Helmut Lipfert (n. 6 august 1916, Lippelsdorf, Saxe-Meiningen, d. 10 august 1990, Einbeck) a fost un as al aviației germane din al Doilea Război Mondial. După război a devenit civil, profesor într-o școală.

## Pe frontul de Est
În 1943 a fost instructorul care a asistat la Tiraspol piloții români din Grupul 9 Vânătoare să treacă de pe avioane IAR 80 pe Bf 109. Deși în acea perioadă avea doar câteva victorii aeriene, până la sfârșitul războiului Lipfert a participat la 700 de misiuni, în care a obținut 203 victorii, toate pe Frontul de Est. Între ele se numără două bombardiere cvadrimotoare – un B-17 Flying Fortress și un B-24 Liberator – și 39 de avioane de atac la sol Iliușin Il-2.

## Decorații
A fost decorat cu:
- Crucea de Fier cl. 2 și 1
  - cavaler (5 aprilie 1944)
  - cu frunze de stejar (17 aprilie 1945)
- Cupa de Onoare a Luftwaffe (14 noiembrie 1943)
- Crucea Germană de aur (28 ianuarie 1944)